# Borlänge
Borlänge (em sueco: Borlänge;  PRONÚNCIA) é a maior cidade do condado de Dalarna na Suécia Central. Fica situada junto ao Dal. Tem uma população de 42 506 (2016). É sede do município de Borlänge. Foi criada em 1971, ano em que Borlänge (instituída como uma cidade em 1944) foi reunida com a cidade rural de Stora Tuna.

Esse é o brasão da cidade de Borlänge

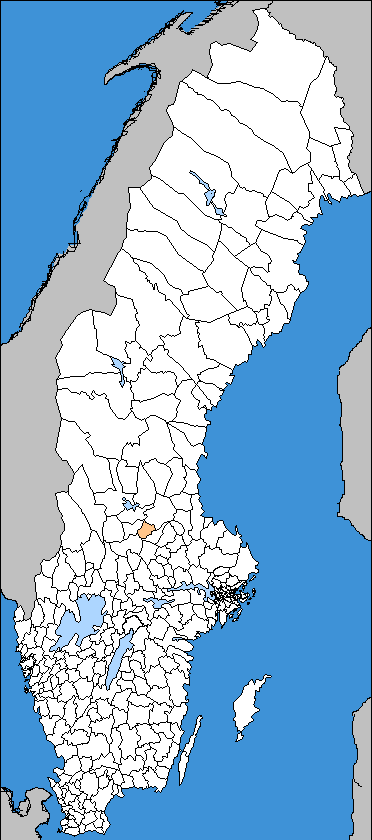
Essa é a localização da cidade de Borlänge

## Educação
- Escola Superior de Dalarna (Högskolan Dalarna)[3]
- "Boomtown"[4] - filial da Escola Superior de Música de Piteå (Musikhögskolan i Piteå)
- 5 escolas secundárias (gymnasieskolor)
- 20 escolas básicas (grundskolor)

## Meios de Comunicação

### Jornais
- Borlänge Tidning[5]

## Clubes
- IK Brage - clube de futebol - Superettan 2010

## Personalidades ligadas a Borlänge
- Björn Dixgård, do grupo musical Mando Diao
- Börje Andersson, ministro da defesa 1982
- Gustaf Norén, do grupo musical Mando Diao
- Jussi Björling, cantor de ópera
- Lars Frölander, campeão olímpico de natação
- Putte Wickman, músico de jazz
- Simon Aspelin, tenista